# RAYMON
RAYMON（れいもん）は、日本の漫画家。男性。主に成年向け漫画雑誌で活動している。

## 来歴
2003年、キルタイムコミュニケーション発行の『二次元ドリームマガジン』2003年12月号にて掲載された「イジメ対策委員長」で商業誌デビュー。以後、司書房、少年画報社、コアマガジン等の発行する成年向け漫画雑誌で作品が掲載される。2010年以降では、主に『ヤングコミック』（少年画報社）、『COMICペンギンクラブ』（辰巳出版）に作品が掲載されている。
同人活動は草野紅壱との同人サークル「挿し違い団（挿し違え団）」で行っている。また、同人サークル「モーニングスター」（現在：モニスタラッシュ）が制作するアダルトゲームの原画を担当している。

## 作品リスト

### 書籍
成人向け作品（指定マークあり）
- 『露に濡れた朱き華』 司書房 〈TSUKASA COMICS〉 2005年2月、ISBN 978-4-8128-1164-1
- 『橙果と桃華』 司書房 〈TSUKASA COMICS〉 2006年2月、ISBN 978-4-8128-1361-4
- 『校内艶女交際』 コアマガジン 〈メガストアコミックス〉 2006年8月、ISBN 978-4-8625-2038-8
- 『さらばおちんちん』 司書房 〈TSUKASA COMICS〉 2007年4月、ISBN 978-4-8128-1634-9
- 『アネトリス』 コアマガジン 〈メガストアコミックス〉 2008年2月、ISBN 978-4-8625-2343-3
- 『姉は僕に逆らえない』 富士美出版 〈富士美コミックス〉 2009年5月、ISBN 978-4-8942-1882-6
- 『玉神』 メディアックス 〈MDコミックス〉 2009年8月、ISBN 978-4-8620-1134-3 『さらばおちんちん』再録

成人向け作品（指定マークなし）
- 『ゲームしようよ』 少年画報社 〈ヤングコミックコミックス〉 2007年2月、ISBN 978-4-7859-2748-6
- 『社則違反』 少年画報社 〈ヤングコミックコミックス〉 2008年7月、ISBN 978-4-7859-3002-8
- 『ワケあり -幽良物件あります-』 少年画報社 〈ヤングコミックコミックス〉 2009年6月、ISBN 978-4-7859-3186-5
- 『ニュースのお時間』 少年画報社 〈ヤングコミックコミックス〉 2010年8月、ISBN 978-4-7859-3453-8
- 『口止めのご褒美は男装乙女とイチャエロです！ THE COMIC』原作：市村鉄之助、キャラクター原案：イット、キルタイムコミュニケーション〈ヴァルキリーコミックス〉、既刊2巻（2023年1月7日現在）
  1. 2022年3月8日発売[2]、ISBN 978-4-7992-1611-8
  2. 2023年1月7日発売[3]、ISBN 978-4-7992-1722-1

### ゲーム原画
- 『放課後の姉 〜白濁輪姦陵辱の罠に陥ちた 雨宮真名』 モーニングスター 2008年5月27日
- 『放課後のマネージャー 白濁輪姦のグランドに散った処女生贄 早乙女ちずる』 モーニングスター 2008年11月7日
- 『踏みにじられた純潔乙女の華園 〜はなつみびと落花』 モーニングスター 2009年5月1日
- 『らみたん! 〜幼馴染は天然爆乳! いつでもどこでもエッチ大好き!』 モーニングスター 2010年2月19日